# Сёбара
Сёбара (яп. 庄原市 Сё:бара-си) — город в Японии, находящийся в префектуре Хиросима. Площадь города составляет 1246,60 км², население — 37 735 человек (1 июля 2014), плотность населения — 30,27 чел./км².

## Географическое положение
Город расположен на острове Хонсю в префектуре Хиросима региона Тюгоку. С ним граничат города Миёси, Футю, Уннан, Ниими, Такахаси и посёлки Дзинсекикоген, Нитинан, Окуидзумо, Иинан.

## Население
Население города составляет 37 735 человек (1 июля 2014), а плотность — 30,27 чел./км². Изменение численности населения с 1980 по 2005 годы:
| 1980 | 53 506 чел. |  |
| 1985 | 52 157 чел. |  |
| 1990 | 50 624 чел. |  |
| 1995 | 48 539 чел. |  |
| 2000 | 45 678 чел. |  |
| 2005 | 43 149 чел. |  |

## Символика
Деревом города считается Fagus crenata, цветком — цветок сакуры.